# Stadion 1 Maja w Pjongjangu
Stadion im. 1 Maja w Pjongjangu (kor. 릉라도 5월1일경기장, Rŭngrado 5wŏl 1il Kyŏnggijang – Stadion 1 maja na wyspie Rungra) – największy stadion na świecie pod względem pojemności.
Znajduje się w stolicy Korei Północnej. Jego oficjalna pojemność to 150 000 miejsc siedzących, chociaż inne źródła podają liczbę około 114 000 miejsc. Na stadionie tym mecze rozgrywa reprezentacja Korei Północnej w piłce nożnej oraz odbywają się parady i pokazy. Stadion został oddany do użytku w 1989 roku.